# 五行

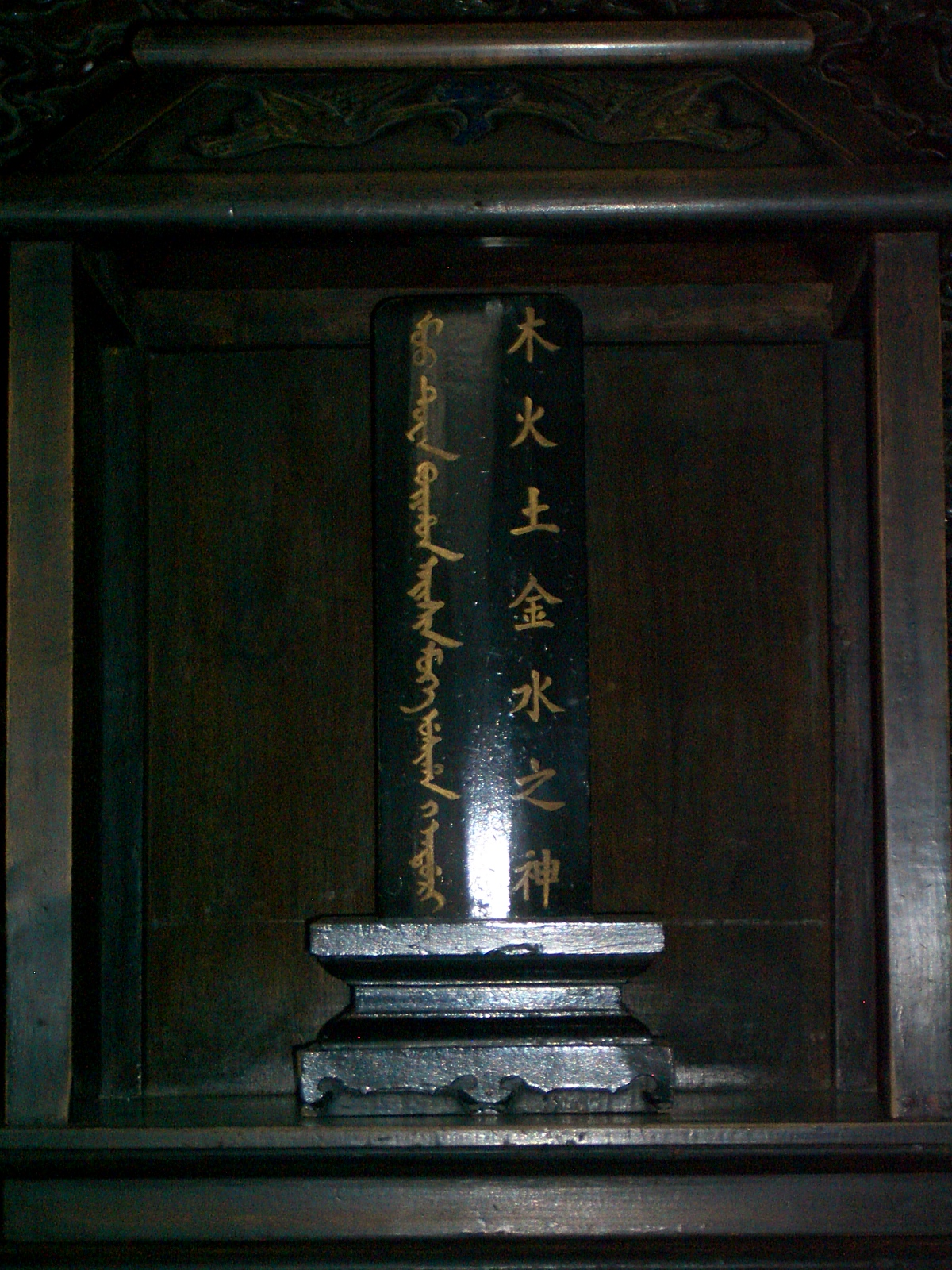
北京天壇東配殿祭祀五星牌位，本屬夕月壇。牌位右書漢字，左書滿文，其滿語usiha意思是“星”。

五行是一種古代中國的哲學概念，源自先秦時期；將飲食所需之水、火， 製造所需之金、木，資生萬物之土，視作民用之五種資源材料，後來也視作氣——萬物構成的要素，由五行間相生相剋，使宇宙萬物運行變化，形成各種現象。
五行、陰陽以及氣，同屬古代中國神秘文化（術數和方術）的一部分，也是風水、算命、相術、占卦、內丹、中醫的基本概念之一。

## 歷史
五行最初是作為一種政治治理的指導原則而提出，為先王訓典或上天之所降賜，要天子遵循。如《逸周書·小開武》稱武王在位二年，召周公旦問治道之極致，武王敬聽以勤天命。周公回答文王在位時所奉行的作法，其中包括順明三極、循用五行，三極為以九星維天，以九州維地，以四佐維人，五行為水、火、木、金、土，君王能順明三極，五行乃如常。
又《書·洪範》稱武王在位十三年，訪箕子問常理之次序，箕子回答上天賜禹治國大法有九類，其第一項即是五行，並解說五行所行之理：
|  | 五行：一曰水，二曰火，三曰木，四曰金，五曰土。 水曰潤下，火曰炎上，木曰曲直，金曰從革，土曰稼穡。 |

其大意為：雨水下落，和河水滋潤天之下方；火焰上燃，煙隨熱氣飄往地之上方；木匠煣烤木材，塑造彎曲或筆直之形狀；鍛冶匠熔煉金屬礦石，從其意欲，鍛造其形，或熔煉器物，更換其用途；土壤滋養作物，能供農夫種植其種子幼苗，成熟時收割其果實禾穗。
五行之初意，為此人民日用之五材，五材即五種資源或素材。在《國語·鄭語》中有ㄧ段相呼應的記載：「故先王以土與金木水火雜，以成百物。」《左傳·襄公二十七年》亦稱：「天生五材，民並用之，廢一不可」杜預注五材：金、木、水、火、土也。天子執政，要確保人民能取用、獲得大地上之五材，以生產和殖貨。令五材於民之利用，通行暢達，能發揮其各自的效用，水潤下、火炎上、木曲直、金從革、土稼穡，即為五行。
五行提出後，又和其他五種事物相配對。《逸周書·小開武》配五行於五色，《書·洪範》配五行於五味，《左傳·昭公二十五年》、《淮南子·墬形訓》配五行於五色、五音、五味。據《荀子·勸學》：「目好之五色，耳好之五聲，口好之五味」，《左傳·昭公二十五年》：「為六畜，五牲，三犧，以奉五味，為九文，六采，五章，以奉五色，為九歌，八風，七音，六律，以奉五聲」，則五色形容衣服，為目所視；五音/五聲形容樂曲，為耳所聽；五味形容食物，為口所嚐。
在春秋戰國時代，五行不僅和五色、五音、五味相配對，也和方位、季節、干支、數字、天象、行星、天氣、器具、身體、德性等事物對應，構成一種以「五」作為基準的事物分類模式，另一方面，也產生五行之相生相剋以及生、旺、墓地支三合的五行結構關係。五行從原本的日用之五材，配對、推演至其他事物，形成了一種對應形式。而五行生剋和地支三合的結構關係（後又衍生出旺相休囚死與五行十二宮），也意謂著五行變成一種能用來解釋萬物變化和衰旺的理論。由此，五行成了一種能解釋朝代興衰（如五德終始說）、兵法致勝（如兵陰陽/軍事術數）、時節作息（如《禮記·月令》、《黃帝內經》的養生思想）、生理運行（《黃帝內經》的醫學思想）的學說思想源頭，同時也是占斷吉凶的術數之學和解釋各種災異祥瑞的理論基礎之一。
戰國中晚期至秦漢，五行更進一步和陰陽、氣、八卦，加以聯繫、統整，擴充其理論學說之內容，如漢代的氣化宇宙論，由混沌不分，到分出陰陽二氣，陰陽二氣分出五行之氣，五行之氣再化生萬物。氣和五行之說的結合，使得氣也分作五類，帶有五行的體性與特徵。五行在氣化宇宙論下，不但成了一種構造萬物的要素，其意義也擴充為五氣之流布通行。在氣化宇宙論的架構裡，五行並不僅指具體的五種事物，也是對其體性的抽象概括，五行也不固守於五種事物，而是均布萬有之中，交相間雜。五行在漢代也和五常相配對，以為天有五行，人有五常，以木代表仁、火代表禮、土代表信、金代表義、水代表智，《七略》以五行為「五常之形氣也」。
唐朝道教典籍《道教义枢》认为世界萬物起自混元。混元之中，有粗有妙。妙者，道氣初始未分，惟合於一。粗者，品物眾多，大略分之有十二種：陰陽二氣及五有識（人、神、鳥、獸、蟲）、五無識（金、木、水、火、土）。

## 次序和空間圖象

五行相生相剋

五行與顏色、季節、方位的關係

### 次序
- 水火木金土，出自《尚書·洪範》、《逸周書·小開武》
  - 五行生成數（一六－水、二七－火、三八－木、四九－金、五十－土），出自《尚書大傳》、《太玄經·太玄數》
- 水火金木土，出自《左傳·文公七年》、《史記·天官書》（五行相剋）
- 金木水火土，出自《國語·鄭語》、《白虎通·五行》、《釋名·釋天》（少陰－金、少陽－木、太陰－水、太陽－火，聲調：平仄仄仄仄[36]）
- 木火金水土，出自《左傳·昭公二十九年》、《孔子家語·五帝》（方位次序：東－木、南－火、西－金、北－水、中－土）
- 木火土金水，出自《春秋繁露·五行之義》（四時次序：春－木、夏－火、季夏/四時－土、秋－金、冬－水，五行相生）
- 木金火水土，出自《鶡冠子·天權》（位置[坐北朝南]：左－木、右－金、前－火、後－水、中－土，五行逆相剋）
- 日月火水木金土，出自《文殊師利菩薩及諸仙所說吉凶時日善惡宿曜經·序七曜直日品》（七曜日次序）

### 空間圖象
五行可用兩種空間圖象表示，一為五芒星搭配五行生剋，一為中央和四方的空間模型。

#### 五芒星
- 五行相生：木生火，火生土，土生金，金生水，水生木。
- 五行相剋：木剋土，土剋水，水剋火，火剋金，金剋木。

五行以“比相生、间相胜”的原则形成生剋五行模式。因两两之间总会存在“相生”或“相剋”的关系，故五行之间无主次之分，地位对等。五芒星外圍表示相生，內裏表示相剋。

#### 中央和四方
五方对应五行：东方木、南方火、中央土、西方金、北方水。此模式下，中央土与四方不处于同一个层面，有控制四方之意。

## 生成數
《易传·系辞》：“天一地二，天三地四，天五地六，天七地八，天九地十。天数五，地数五，五位相得而各有合。天数二十有五，地数三十，凡天地之数五十有五。”这里说了十个数，一至五，是五个生数，五个生数各与五合而得六至十，是谓五个成数。
汉代经学家对这十个数有一定的解释。如郑玄说：“《易》曰天一地二，天三地四，天五地六，天七地八，天九地十。而五行自水始，火次之，木次之，金次之，土为后。天一生水于北，地二生火于南，天三生木于东，地四生金于西，天五生土于中。阳无偶，阴无配，未得相成。地六成水于北与天一并，天七成火于南与地二并，地八成木于东与天三并，天九成金于西与地四并，地十成土于中与天五并。”
不過有文章指出，先秦文獻的五行數到“九”為止，《繫辭》的“天地之數”並不是指五行生成數，“土有成數十”是漢代時陰陽思想進入五行學說的結果。

## 應用

### 五行與王朝更迭
戰國時代齊國人鄒衍立陰陽家，提出王朝更迭來自五行相勝的循環。鄒衍將“五行”推演為代表王朝運數的“五德”，認為五行不僅代著季節更替，更預示王朝的興衰更迭。鄒衍將黃帝到夏、商、周之間的朝代更替，以五德循環相勝解釋，當新王朝興起之時，上天必降下代表新王朝德運的瑞應徵兆，預示舊王朝的衰亡和新王朝的誕生。《呂氏春秋》記載了此一學說，如殷商之金德式微，姬周之火德興起，其預兆為：
及文王之時，天先見火赤烏銜丹書集於周社。文王曰：“火氣勝。”火氣勝，故其色尚赤，其事則火。
以鄒衍的五德說來論證王朝正統性的傳統濫觴自秦朝。據《史記·封禪書》記載：“昔秦文公出獵，獲黑龍”。龍自然是帝王的象徵，而黑色則是水德之色，由是太史公云“此其水德之瑞”。由於周居火德，根據鄒衍的理論推演，水剋火，秦居水德恰好印證了秦將代周而得天下。據《始皇本紀》載，為了宣揚新朝的德運，秦始皇登基改元後立即宣布改服色為黑，由是“衣服旄旌節旗皆上黑”
秦亡漢興後，雖然新興的漢王朝沿用了五德理論來解釋其王朝正統，但朝野之中對漢朝究竟當居何德運、尚何服色一直爭論不休。高祖建國之初，曾宣布漢承秦之水德、尚黑色。但以公孫臣等為代表的一派認為，宣布漢當居剋秦之水德的土德。雖然此提議遭到了丞相張蒼的反對，但到了武帝太初元年，漢朝終於改朔易服，宣布漢居土德、尚黃色。
而到新莽代漢之時，劉向、劉歆父子的新五德說盛行，不但推翻了鄒衍建立的從遠古到周的王朝德運次序，更是提出了新的王朝德運理論：新王朝的德運當由舊王朝所生，而非舊王朝的德運為新王朝所剋。根據劉氏父子的說法，漢當居火德、尚紅色，火生土，所以代替漢朝的王莽新朝當居土德、尚黃色。此後，中國王朝更迭大多以五德相生來推演。

### 五行與傳統醫學
五行在中醫學有特殊含义。

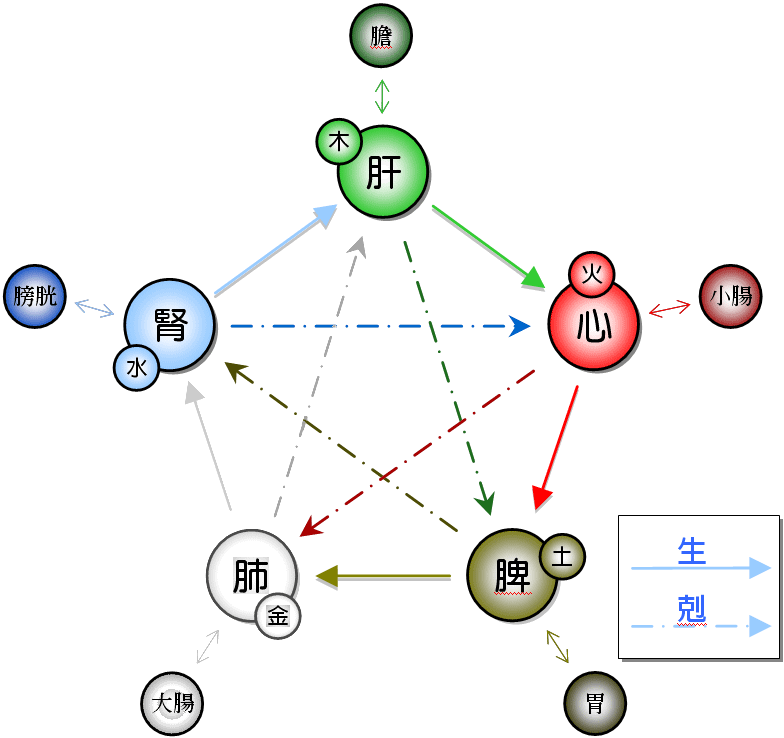
五臟五腑

- “金曰从革”，代表沉降、肃杀、收敛等性质，在人体为肺（臟）和大腸（腑）。
- “水曰润下”，代表了滋润、下行、寒凉、闭藏的性质，在人体为肾（臟）和膀胱（腑）。
- “木曰曲直”，代表生长、升发、条达、舒畅的功能，在人体为肝（臟）和膽（腑）。
- “火曰炎上”，代表了温热、向上等性质，在人体为心（臟）和小腸（腑）。
- “土曰稼穡”，代表了生化、承载、受纳等性质，在人体为脾（臟）和胃（腑）。

肝臟主宰憤怒，過分憤怒會傷肝臟；
心臟主宰喜樂，過分喜樂會傷心臟；
脾臟主宰思慮，過分思慮會傷脾臟；
肺主宰悲傷，過分悲傷會傷肺；
腎主宰恐懼，過分恐懼會傷腎。

### 五行與曆法
《禮記·禮運》記載：「播五行於四時，和而後月生也。是以三五而盈，三五而闕。……五行、四時、十二月，還相為本也」，後又列舉「五聲、六律、十二管……五味、六和、十二食……五色、六章、十二衣」，這是以曆法為一組，樂曲為一組，食物為一組，衣服為一組。在〈禮運〉篇中，五行被視為與曆法之時間循環變化（季節交替、月相盈虧）具有緊密關係，並且也是聖人制禮的本源、根據之一。《禮記·月令》篇中，即按十二個月的時令和五行相配，記述天子於各月份的禮儀、行政事務、法令、禁令。
四時、五行與天子為政之關係，亦見於《管子》、《呂氏春秋》、《春秋繁露》、《淮南子》、《白虎通》。四時與五行的對應關係，是以春為木，夏為火，秋為金，冬為水，輔佐四時為土，其所屬之時，應行其所屬之政，如《春秋繁露·五行五事》指春時應行春政，若「行秋政，則草木凋；行冬政，則雪；行夏政，則殺」。古又有讀〈月令〉之禮，或讀四時之令，亦有讀五時之令。東漢以立春、立夏、大暑、立秋、立冬之前，宣讀五時令，並於立春祭青帝、句芒，立夏祭赤帝、祝融，立秋前十八日祭黃帝、后土，立秋祭白帝、蓐收，立冬祭黑帝、玄冥。
四時與五行的具體配置方式，列舉如下：
- 七十二日為木，甲子日為首，七十二日為火，丙子日為首，七十二日為土，戊子日為首，七十二日為金，庚子日為首，七十二日為水，壬子日為首（這是把六個干支循環週期[45]用五行重新劃分）[46]
- 土不對應特定一時，八節（九十六日）為春，屬木，七節（八十四日）為夏，屬火，八節（九十六日）為秋，屬金，七節（八十四日）為冬，屬水[47]
- 三月為春，屬木，三月為夏，屬火，土不對應特定一時，三月為秋，屬金，三月為冬，屬水[48][15]
- 三月為春，屬木，三月為夏，孟夏、仲夏屬火，季夏屬土，三月為秋，屬金，三月為冬，屬水[49]
- 七十二日為木，立春為首，七十二日為為火，立夏為首，七十二日為金，立秋為首，七十二日為水，立冬為首，七十二日為土，四立之前一十八日[50]

另有陳久金等學者，稱上古有十月太陽曆，認為五行的意思是上古十月曆分為五季、五時。不過對於上古十月曆說，亦有學者提出反對意見。陶磊指出中國古代文獻從未有曆法只分為十月的記載，並且主張十月曆說者以《管子·幼官》十二日為一節，分為三十時節，能平均分配至五行，作為有十月曆之證，然銀雀山漢簡《三十時》也以十二日為一節，用的仍是十二月。因此，將一年分為三十時節，不代表就會超出十二月的曆法架構，也無法證明有所謂十月曆存在。李零也指出〈幼官〉篇的三十時節，其實際所配，仍是四季，與二十四節氣也大致上對應，並不屬於另一種不同體系的曆法。
並且就《管子·幼官》本文來說，其春夏秋冬末後各有三時節，如春末有始卯、中卯、下卯，夏末有大暑至、中暑、小暑終，秋末有始卯、中卯、下卯（一說秋之「卯」皆應作「酉」），冬末有寒至、大寒之陰、大寒終，然而三十時節中沒有能和土配對的末後三時節。又夏之小郢、中郢，對應冬之始寒、中寒，夏之絕氣、中絕，對應冬之小榆、中榆，不存在能另行分出至土的時節。

## 五行分類

### 陰陽
|                   | 以陰陽言之，大陰者，北方。北，伏也，陽氣伏於下，於時為冬。冬，終也，物終臧，乃可稱。水潤下。知者謀，謀者重，故為權也。 大陽者，南方。南，任也，陽氣任養物，於時為夏。夏，假也，物假大，乃宣平。火炎上。禮者齊，齊者平，故為衡也。 少陰者，西方。西，遷也，陰氣遷落物，於時為秋。秋，胆也，物呙斂，乃成孰。金從革，改更也。義者成，成者方，故為矩也。 少陽者，東方。東，動也，陽氣動物，於時為春。春，蠢也，物蠢生，乃動運。木曲直。仁者生，生者圜，故為規也。 中央者，陰陽之內，四方之中，經緯通達，乃能端直，於時為四季。土稼嗇蕃息。信者誠，誠者直，故為繩也。 五則揆物，有輕重圜方平直陰陽之義，四方四時之體，五常五行之象。厥法有品，各順其方而應其行。 |
| ——《漢書·律曆志》 | |

|                       | 五行之性，或上或下何？火者，陽也，尊故上；水者，陰也，卑故下；木者少陽；金者少陰，有中和之性，故可曲直從革；土者最大，苞含萬物，將生者出，將歸者入，不嫌清濁，為萬物母。《尚書》曰：「水曰潤下，火曰炎上，木曰曲直，金曰從革，土爰稼穡。」五行所以二陽三陰何？尊者配天，金、木、水、火，陰陽自偶。 |
| ——《白虎通德論·五行》 | |

### 八卦
根據《京氏易傳》的八宫卦，八卦與五行之對應為：震、巽為木，離為火，坤、艮為土，兌、乾為金，坎為水。

### 干支
《淮南子·天文訓》：“甲乙寅卯，木也；丙丁巳午，火也；戊己四季，土也；庚辛申酉，金也；壬癸亥子，水也。”其中四季即丑、辰、未、戌。
| 五行 | 木 | 木 | 火 | 火 | 土     | 土     | 金 | 金 | 水 | 水 |
| 陰陽 | 陽 | 陰 | 陽 | 陰 | 陽     | 陰     | 陽 | 陰 | 陽 | 陰 |
| 天干 | 甲 | 乙 | 丙 | 丁 | 戊     | 己     | 庚 | 辛 | 壬 | 癸 |
| 地支 | 寅 | 卯 | 午 | 巳 | 辰、戌 | 丑、未 | 申 | 酉 | 子 | 亥 |
| 生肖 | 虎 | 兔 | 马 | 蛇 | 龙、狗 | 牛、羊 | 猴 | 鸡 | 鼠 | 猪 |

- 表中有陰陽之分的是天干和地支，五行原本就被用來表示陰陽二氣消長過程中的不同狀態，所以五行本身不應再分陰陽。平時經常聽到的“甲為陽木”、“巳為陰火”等說法，其實是把干支的陰陽和五行兩種屬性合在一起表示，而不是木有“陽木”、“陰木”的區別。

### 事物
古代中國將五行與各種事物相配對，如五色、五音、五味、五星、方位、季節、干支、數字、德性等等。五行和這些事物的配對，在有些事物上較為固定而一致，只有一種說法流傳，但在有些事物上則出現多種配對方式，例如五蟲有三種配對方式（見五蟲），董仲舒的五常五行配對與後儒有些差異，《鶡冠子》與《呂氏春秋》、《淮南子》所配五音不同，五臟和五行的配對有今、古文家之差別（見五臟），五牲與五行的配對亦有多種說法。
並且，五並不總是合適的分類數目，五行也不是完善的分類，這代表有些時候會找不到合適的對應或劃分方式，例如五行和四時，導致土要不是無法配對至任何一項，就是得和火共用夏季。
| 五行                     | 木               | 火                       | 土                                         | 金              | 水            |
| ------------------------ | ---------------- | ------------------------ | ------------------------------------------ | --------------- | ------------- |
| 方位                     | 東               | 南                       | 中                                         | 西              | 北            |
| 季節                     | 春               | 夏                       | 兼具四時 季夏/長夏 四時之季月 四立前十八日 | 秋              | 冬            |
| 五色                     | 青               | 赤                       | 黃                                         | 白              | 黑            |
| 五音                     | 角               | 徵                       | 宮                                         | 商              | 羽            |
| 五味                     | 酸               | 苦                       | 甜                                         | 辣              | 鹹            |
| 五嗅                     | 膻               | 焦                       | 香                                         | 腥              | 朽            |
| 五帝                     | 太昊             | 神农                     | 黄帝                                       | 少昊            | 颛顼          |
| 五神                     | 句芒             | 祝融                     | 后土                                       | 蓐收            | 玄冥          |
| 五星                     | 歲星             | 熒惑                     | 鎮星                                       | 太白            | 辰星          |
| 五蟲                     | 鱗               | 羽                       | 倮                                         | 毛              | 介            |
| 五獸                     | 蒼龍             | 朱雀                     | 黃龍（一說麒麟）                           | 白虎            | 玄武          |
| 妖怪                     | 畢方 （或彭侯 ） | 遊光 （或畢方、宋毋忌 ） | 羵羊                                       | 清明 （或倉𠹔） | 罔象          |
| 五色石                   | 青曾 （曾青）    | 赤丹 （丹砂）            | 砄 （雄黃/雌黃）                           | 白礜 （礜石）   | 玄砥 （磁石） |
| 五祀                     | 戶 （窗戶）      | 灶                       | 中霤 （屋室之內）                          | 門              | 行 （道路）   |
| 祭之五臟                 | 脾               | 肺                       | 心                                         | 肝              | 腎            |
| 五臟 （古文經學）        | 脾               | 肺                       | 心                                         | 肝              | 腎            |
| 五臟 （今文經學）        | 肝               | 心                       | 脾                                         | 肺              | 腎            |
| 食物                     | 麥與羊           | 菽與雉                   | 稷與牛                                     | 麻與犬          | 黍與彘        |
| 數字                     | 8                | 7                        | 5                                          | 9               | 6             |
| 數字-周易 （鄭玄）       | 3、8             | 2、7                     | 5、10                                      | 4、9            | 1、6          |
| 數字-天干 （熊崎姓名學） | 1、2             | 3、4                     | 5、6                                       | 7、8            | 9、10         |
| 度量衡器具               | 規               | 衡                       | 繩                                         | 矩              | 權            |
| 五常                     | 仁               | 禮                       | 信                                         | 義              | 智            |
| 五事                     | 貌               | 視                       | 思                                         | 言              | 聽            |
| 八卦                     | 震卦，巽卦       | 離卦                     | 艮卦，坤卦                                 | 乾卦，兌卦      | 坎卦          |

### 中醫
| 五行          | 木            | 火            | 土            | 金            | 水            |
| ------------- | ------------- | ------------- | ------------- | ------------- | ------------- |
| 五味          | 酸            | 苦            | 甜            | 辣            | 鹹            |
| 五臟          | 肝            | 心            | 脾            | 肺            | 腎            |
| 五腑          | 膽            | 小腸          | 胃            | 大腸          | 膀胱          |
| 病位          | 頸項          | 胸脅          | 脊椎          | 肩背          | 腰股          |
| 五體          | 筋            | 脈            | 肉            | 皮毛          | 骨            |
| 五声          | 呼            | 笑            | 歌            | 哭            | 呻            |
| 變動          | 握            | 憂            | 噦            | 咳            | 慄            |
| 時辰          | 平旦 （寅時） | 日中 （午時） | 日昳 （未時） | 下晡 （申時） | 夜半 （子時） |
| 五官          | 目            | 舌            | 口            | 鼻            | 耳            |
| 五覺          | 色            | 味            | 穀            | 臭            | 音            |
| 五志          | 怒            | 喜            | 思            | 悲            | 恐            |
| 五榮/五華     | 爪            | 面            | 唇            | 毛            | 髮            |
| 五穀          | 麻            | 麦            | 稷            | 黍            | 菽            |
| 五果          | 李            | 杏            | 枣            | 桃            | 栗            |
| 五畜          | 犬            | 羊            | 牛            | 鸡            | 豬            |
| 五菜          | 韭            | 薤            | 葵            | 葱            | 藿            |
| 五惡          | 风            | 热            | 湿            | 燥            | 寒            |
| 五液          | 淚            | 汗            | 涎            | 涕            | 唾            |
| 五走/五味所禁 | 筋            | 血            | 肉            | 气            | 骨            |
| 五勞          | 久行伤筋      | 久视伤血      | 久坐伤肉      | 久卧伤气      | 久立伤骨      |
| 五藏          | 魂            | 神            | 意            | 魄            | 志            |
| 五脈          | 弦            | 钩            | 代            | 毛            | 石            |
| 五化          | 生            | 长            | 化            | 收            | 藏            |
| 五指          | 食指          | 中指          | 大拇指        | 無名指        | 小指          |

### 五星
「五行」本來是中國天文學和占星術詞彙，指五顆古典行星（以视星等排序為：金星、木星、水星、火星、土星），它們與太阳、月球配合，被認為是創造地球生命的五種力量，而「行」是「行星」的縮寫。根據《淮南子》，五星（五緯）可以與五方上帝有所關聯。

### 七曜日
七曜指太阳、月球，以及五大行星：火星、水星、木星、金星、土星，又稱為七政。古代的美索不達米亞民族用七曜紀日，其「日月火水木金土」的順序是按西洋占星術所認定每天第一個小時的主星而定，這種一星期七天的制度為古羅馬帝國採用，後來又傳入中亞的粟特、康居等民族以及印度，於唐代經由摩尼教、佛教傳入中國
，再傳入韓國、日本。七曜與四象相配，形成二十八宿。
古代中國記七曜日的順序為：
1. 日（星期日/日曜日）
2. 月（星期一/月曜日）
3. 火（星期二/火曜日）
4. 水（星期三/水曜日）
5. 木（星期四/木曜日）
6. 金（星期五/金曜日）
7. 土（星期六/土曜日）

依中亞民族的語言直譯為：
1. “密日”
2. “莫日”
3. “雲漢日”
4. “嘀日”
5. “鬱沒斯日”
6. “那頡日”
7. “雞換日”

## 研究書目
- Sarah Allan等編：《中國古代思維模式與陰陽五行說探源》（南京：江蘇古籍出版社，1998）。
- 王愛和著，金蕾等譯：《中國古代宇宙觀與政治文化》（上海：上海古籍出版社，2011）。
- 陳元，“臺北故宮藏宋元明帝王畫像與其隱喻的王朝正統性”，《中國文化》，第44卷，2016年，137-153頁。（页面存档备份，存于）
- Yuan Chen, "Legitimation Discourse and the Theory of the Five Elements in Imperial China." Journal of Song-Yuan Studies 44 (2014): 325-364.（页面存档备份，存于）
- Sun, Xiaochun; Kistemaker, Jacob. . Brill. 1997. ISBN 9004107371.

## 外部連結
- 马来西亚易经网
- 五行查询
- 五行属性查询表（页面存档备份，存于）